# Aeroporto Internacional de Erbil
O Aeroporto Internacional de Erbil é um aeroporto do Curdistão Iraquiano, localizado a 9 km de Erbil e a 4 km a oeste de Ankawa. Tem uma pista de 4800 m de extensão, uma das mais longas pistas do mundo.
O aeroporto tem instalações para o movimento de passageiros e de carga, operando voos diariamente. Tem um só terminal para partidas e chegadas, e é a base (hub) da FlyErbil, uma companhia aérea curda. É também a base do operador Zagrosjet.

## Linhas aéreas e destinos
| Linhas Aéreas            | Destinos                               |
| ------------------------ | -------------------------------------- |
| Atrosh Air               | Estocolmo-Arlanda                      |
| Austrian Airlines        | Viena                                  |
| Azmar Air                | Istambul                               |
| EgyptAir                 | Cairo                                  |
| Flying Carpet Airlines   | Beirute                                |
| Iraqi Airways            | Amã, Bagdade, Dubai                    |
| Jupiter Airlines         | Dubai                                  |
| FlyErbil                 | Dubai, Colônia, Amsterdão, Suleimaniya |
| Mahan Air                | Teerão                                 |
| Royal Jordanian Airlines | Amã                                    |
| Turkish Airlines         | Istambul                               |
| Zagros Air               | Dubai, Istambul                        |

## Ligação externa
- «Sítio oficial» (em inglês)